# William Gott
El teniente general William Henry Ewart Gott (13 de agosto de 1897 - 7 de agosto de 1942), apodado "Strafer", fue un oficial de alto rango del ejército británico que luchó durante la Primera Guerra Mundial y la Segunda Guerra Mundial, alcanzando el rango de teniente general mientras servía en el Octavo Ejército británico en el desierto occidental y el norte de África de 1940 a 1942. En agosto de 1942, fue nombrado sucesor del general Claude Auchinleck como comandante del Octavo Ejército, pero, camino a asumir el mando, murió al ser derribado su avión. Su fallecimiento condujo al nombramiento del teniente general Bernard Montgomery en su lugar.